# 2002年ソルトレークシティオリンピックのフィンランド選手団
2002年ソルトレークシティオリンピックのフィンランド選手団（2002ねんソルトレークシティオリンピックのフィンランドせんしゅだん）は、2002年2月8日から2月24日までアメリカ合衆国のソルトレイクシティで開催された2002年ソルトレークシティオリンピックのフィンランド選手団、およびその競技結果。

## 概要
今大会は、金メダルは4個、銀メダル2個、銅メダル1個、合計7個のメダルを獲得した。
ノルディック複合では、サンパ・ラユネンが男子スプリント、男子個人で金メダルを獲得、団体種目も制して3冠を達成した。

## メダル
| メダル | 選手名                                                                                  | 競技                 | 種目               |
| ------ | --------------------------------------------------------------------------------------- | -------------------- | ------------------ |
| 金     | ヤンネ・ラハテラ                                                                        | フリースタイルスキー | 男子モーグル       |
| 金     | サンパ・ラユネン                                                                        | ノルディック複合     | 男子スプリント     |
| 金     | サンパ・ラユネン                                                                        | ノルディック複合     | 男子個人           |
| 金     | ヤリ・マンティラ ハンヌ・マンニネン ヤッコ・タルス サンパ・ラユネン                     | ノルディック複合     | 男子団体           |
| 銀     | ヤッコ・タルス                                                                          | ノルディック複合     | 男子個人           |
| 銀     | マッチ・ハウタマキ ベリ＝マッチ・リンドストローム リスト・ユシライネン ヤンネ・アホネン | スキージャンプ       | 男子ラージヒル団体 |
| 銅     | マッチ・ハウタマキ                                                                      | スキージャンプ       | 男子ラージヒル     |